# Olena Maksimenko
Olena Serhiiwna Maksimenko (ur. 9 maja 1985 w Kijowie) – ukraińska dziennikarka i reporterka, fotografka, poetka, powieściopisarka i podróżniczka.

## Życiorys
Olena Maksimenko urodziła się 9 maja 1985 roku w Kijowie. W 2006 roku ukończyła studia na Wydziale Dziennikarstwa Kijowskiego Uniwersytetu Narodowego im. Tarasa Szewczenki. Dwa lata później ukończyła studia magisterskie z historii starożytnej i archeologii na Uniwersytecie Narodowym „Akademia Kijowsko-Mohylańska”.

## Działalność dziennikarska
Przez większość swojego życia zawodowego Olena pracuje jako niezależna korespondentka. Początkowo specjalizowała się w tematyce kulturalnej. Od 2014 roku zajmuje się niemal wyłącznie tematyką polityczno-społeczną: publikuje tekstowe oraz foto-reportaże z terenów objętych wojną. Pracuje też jako redaktorka. Regularnie pisze dla "Tygodnika Ukraińskiego", kijowskiego portalu "Den", "Ukraińskiej prawdy", "Litakcentu", "NowyjNarnii", "Donbas Frontineru", TEXTY.org i innych tytułów informacyjnych oraz literackich.
W 2007 roku była redaktorką naczelną almanachu literacko-artystycznego „Złoty Wiek”.

## Działania społeczne
Olena Maksimenko bierze czynny udział w życiu publicznym i społecznym. Podczas Rewolucji Godności na Placu Niepodległości w Kijowie, Olena znajdowała się w centrum wydarzeń, aktywnie działając jako wolontariuszka lub foto-reporterka. 18 lutego 2014 roku podczas tragicznych wydarzeń na Majdanie Olena została zraniona granatem, który eksplodował u jej stóp. Jak sama przyznaje, doświadczenie Majdanu wpłynęło też na jej wybory zawodowe. Do czasu doświadczenia Rewolucji Godności pisała głównie o kulturze. Jej tekstowe oraz foto-reportaże od czasu (w tym z okresu) Rewolucji Godności to społecznie zaangażowane materiały o tematyce społecznej i społeczno-politycznej oraz prawno-człowieczej.
W pierwszych dniach rosyjskiej okupacji Krymu w 2014 roku przygotowywała materiał o wejściu "zielonych ludzików" i początkach rosyjskiej aneksji półwyspu. Pomimo obowiązującego prawa międzynarodowego ochrony prasy, 9 marca 2014 r. Olena wraz z towarzyszącą jej ekipą prasową została zatrzymana, obrabowana, pobita i torturowana. Przetrzymywano ją (wraz z jej zespołem prasowym) kilka dni w niewoli przez rosyjskich bojowników w nowo-ustanowionym rosyjskim punkcie kontrolnym.
W czasie wojny na wschodzie Ukrainy pracowała jako wolontariuszka-ratowniczka w oddziale medycznym Ochotniczego Korpusu Ukraińskiego (DUK) „Szpitaliści”.
W dniach 10-20 listopada 2015 roku zorganizowała obóz-festiwal rehabilitacyjny dla weteranów "Камуфляжна осінь" (pol. „Kamuflażowa jesień”) na farmie sztuki Obyrok.

## Twórczość literacka

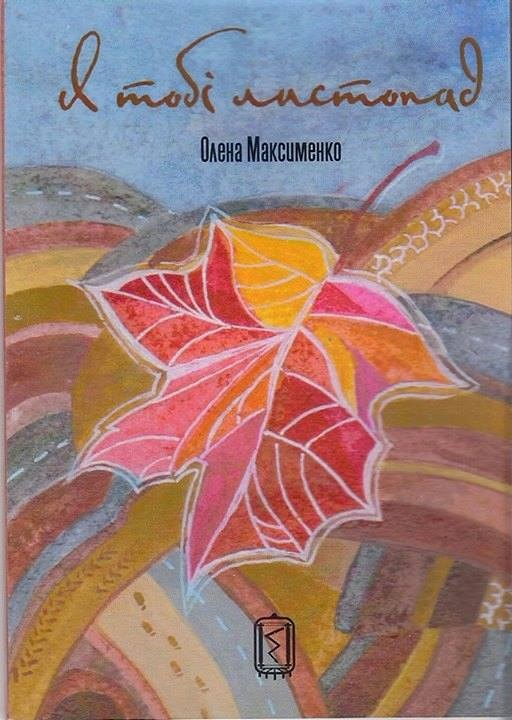
"Я тобі листопад" - okładka drugiego tomu poezji Oleny Maksimenko

### Poezja
Poezja Oleny Maksimenko była publikowana w czasopismach, w szczególności w wydaniach internetowych Bukvoid, "1576 (Бібліотека українського світу)", w antologiach "Litposzta" (2009) i "Bandersztatna antologia" (2015).
"Бременські траси" (pol. „Szlaki bremeńskie”) – pierwszy zbiór wierszy Maksimenko został opublikowany w 2006 dzięki zwycięstwu w konkursie literackim „Granosłów”.
Drugi zbiór wierszy "Я тобі листопад" (pol. „Jestem dla ciebie listopadem”) ukazał się w 2014 roku. Po powrocie Oleny z niewoli na Krymie jej przyjaciele podjęli na społecznościowych portalach inicjatywę i zebrali fundusze umożliwiające wydanie drugiego tomu jej poezji. Zbiór zdobył bardzo przychylne recenzje krytyków literackich.

### Proza
W 2016 roku Olena Maksimenko wygrała konkurs literacki "Smoloskyp". Nagrodą było wydanie - przez wydawnictwo o tej samej nazwie co konkurs - zbioru opowiadań. Proza Maksimenko została wydana pod tytułem Неприкаяні (pol. „Niespokojny”).
W 2021 roku nakładem wydawnictwa "Portal" wyszła książka (pol. „Psy, które oswajają ludzi”). Jest to zbiór historii dla nastolatków opowiadająca o życiu nastolatków na froncie na początku wojny (2014–2015).

## Nagrody, wyróżnienia
Twórczość Oleny Maksimenko została nagrodzona nagrodami literackimi:
- 2005: Granosłów[9]
- 2015: nagroda magazynu Культреванш (pol. „Kulturalna przygoda”)[10]
- 2016: "Smoloskyp" (pol. „Pochodnia”) – II nagroda za powieść "Неприкаяні" (pol. „Niespokojny”)[11]
- Stypendium: rezydencja literacka w Domu Pisarzy i Tłumaczy w Windawie (Windawa, Łotwa)[12]
- 2019: Stypendium - rezydencja literacka w Domu Autora, Zakintos, Grecja 2019[13]